# Aeropuerto de París-Le Bourget

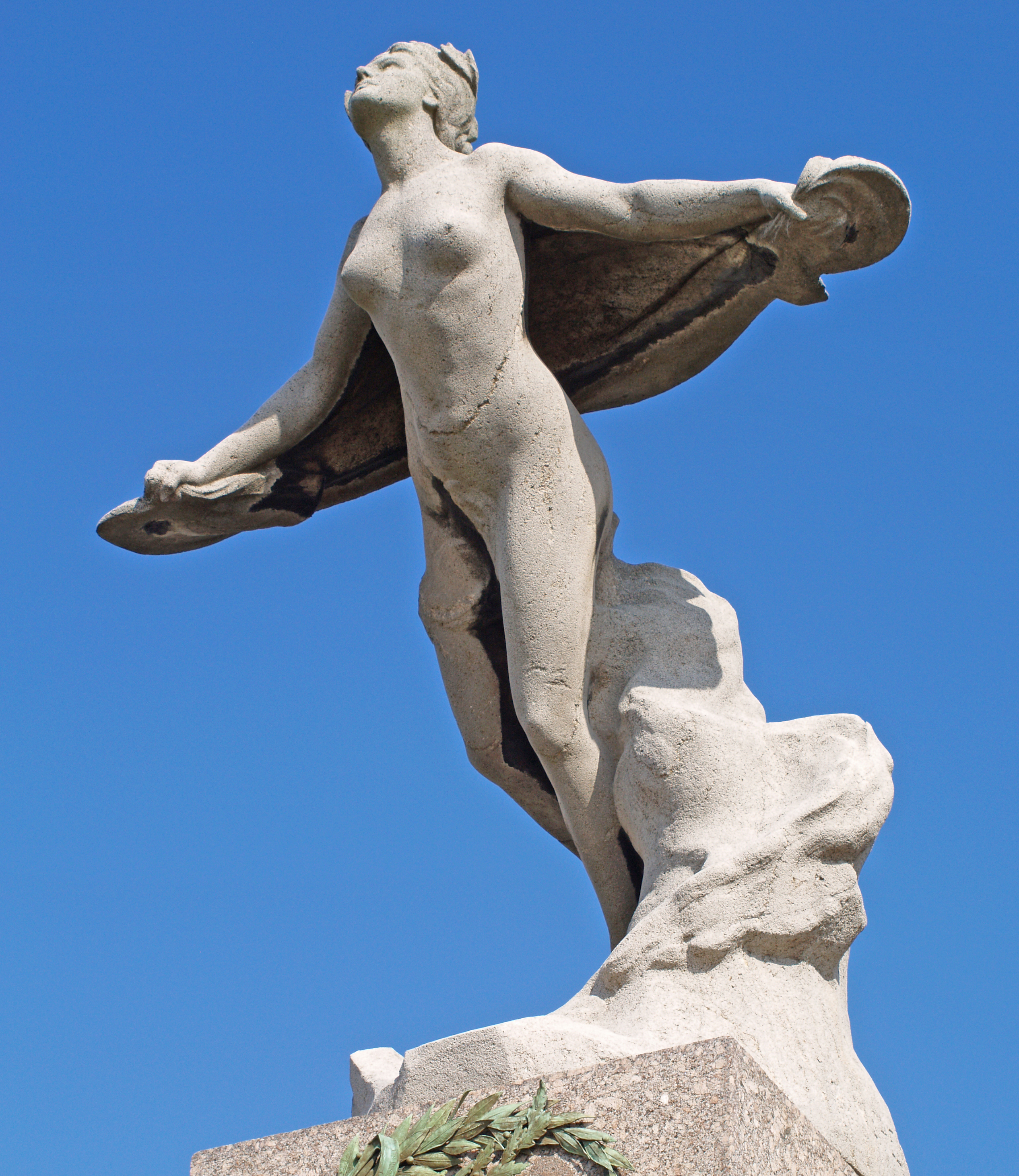
Estatua conmemorativa de los esfuerzos en 1927 de Charles Nungesser, Francois Coli, y Charles Lindbergh, colocada en 1929 a la entrada del aeródromo.

El Aeropuerto de París - Le Bourget (en francés Aéroport de Paris - Le Bourget) (IATA: LBG, OACI: LFPB) es un aeropuerto localizado en Le Bourget y Dugny, 12 km al nornoreste (NNE) de París, Francia. Ahora es utilizado solo para aviación general (aviones de negocios) así como exposiciones aéreas.
El aeropuerto comenzó sus operaciones comerciales en 1919 y fue durante mucho tiempo el único aeropuerto de Paris hasta la construcción del Aeropuerto de París-Orly en 1932. Es famoso principalmente por ser el lugar de aterrizaje de Charles Lindbergh de su histórico vuelo transatlántico en solitario cruzándolo en 1927, así como el punto de partida, dos semanas antes del biplano francés El Pájaro Blanco (L'Oiseau Blanc), un avión que despegó en su propia tentativa de efectuar un vuelo transatlántico pero que desapareció misteriosamente sobre el Atlántico (o posiblemente sobre el estado de Maine en los Estados Unidos). El aeropuerto de Le Bourget fue nombrado en la novela de Dan Brown: El código Da Vinci.
El 17 de junio de 1961, el bailarín de ballet ruso Rudolf Nuréyev desertó en el aeropuerto de Le Bourget.
En 1977, el aeropuerto de Le Bourget fue cerrado al tráfico internacional y en 1980 al tráfico regional, dejando solo operar a reactores de negocios.
El aeropuerto de Le Bourget alberga las colecciones permanentes del Museo del Aire y del Espacio, el mayor museo de aviación de Francia, y, en los años impares, el Paris Air Show. 
Este aeropuerto tiene una estatua conmemorativa de la francesa Raymonde de Laroche que fue la primera mujer en conseguir la licencia de piloto. Hay también un monumento en honor a Lindbergh, Nungesser y Coli.

## Estadísticas
Ver fuente y consulta Wikidata.

## Galería

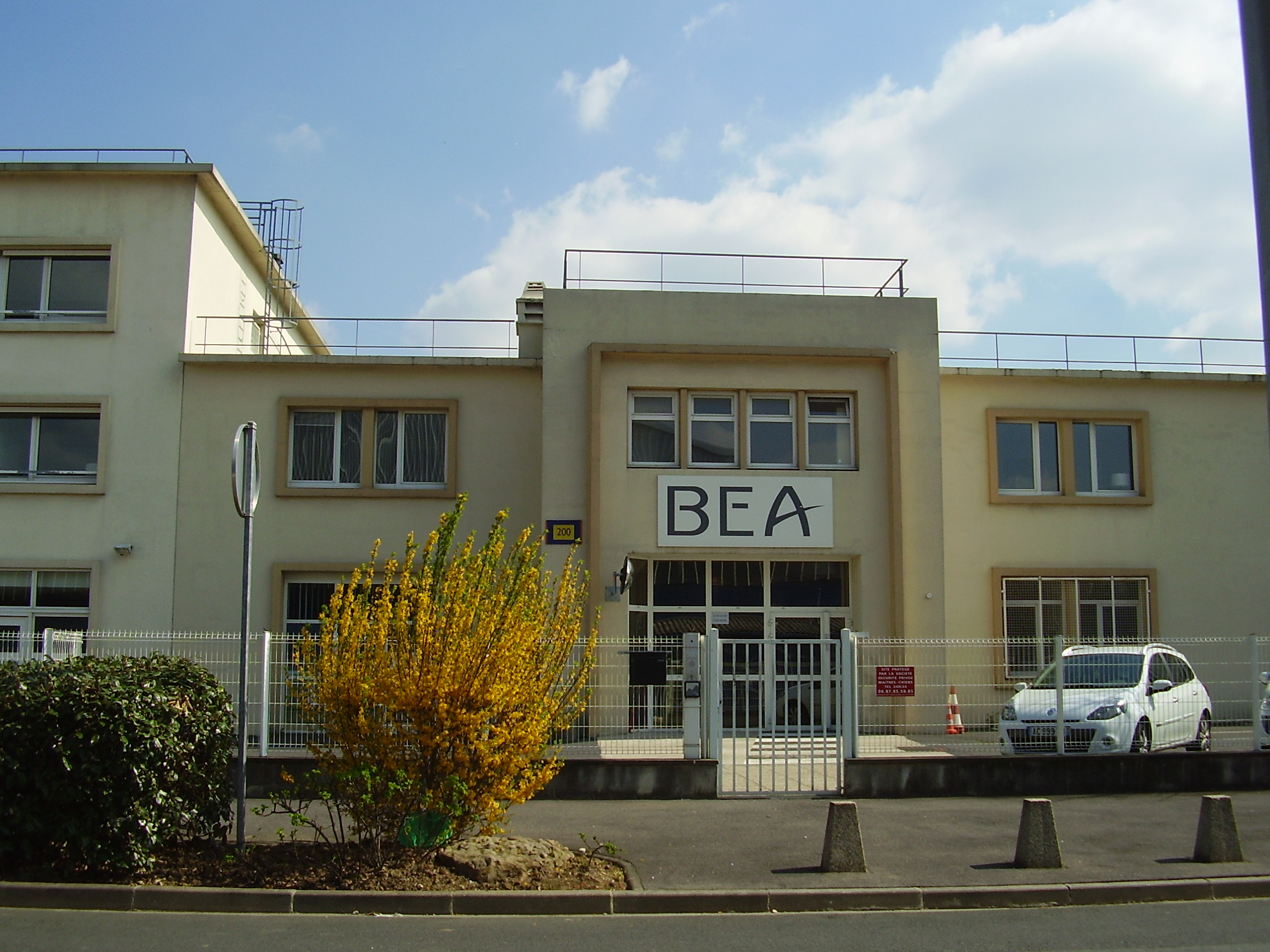
La sede del Bureau d'Enquêtes et d'Analyses pour la Sécurité de l'Aviation Civile